# دلتا ماهی طلایی
دلتا ماهی طلایی یک ستاره است که در صورت فلکی ماهی زرین قرار دارد.